# 長柄八幡宮
長柄八幡宮（ながら はちまんぐう）は、大阪府大阪市北区長柄中に鎮座する神社。

## 由緒
- 1296年（永仁04年） - 山城国の石清水八幡宮（男山八幡宮）から神体を勧請して祀ったのが起源。
- 1610年（慶長15年） - 片桐且元が本殿・幣殿・拝殿を改築したという。

## 祭神
八幡大神を主祭神とする。

### 配祀
大己貴大神（大国主）、少彦名大神（スクナヒコナ）。

### 合祀
住吉大神。

## 例祭
- 夏季大祭は7月の第3日曜を中心とする土・日曜日。
- 秋季大祭は10月17日・18日。

### 摂州地車囃子
夏祭でも秋祭でも、境内に備えつけられた専用の櫓で奉納される地車囃子（だんじりばやし）は、「長柄流」「キタの流派」の祖といわれている。

### 獅子舞
夏祭のときには、昼間は氏地をまわるが、それだけでなく夜間は摂州地車囃子奉納の時間にあわせて傘踊りをしながら境内を練る。

## 交通
最寄駅
- Osaka Metro谷町線・堺筋線、阪急電鉄千里線　天神橋筋六丁目駅から北へ徒歩8分。
- 城北公園通 に面しており、大阪シティバス 34号系統・57号系統の長柄西バス停からすぐ。
なお、長柄西バス停には長柄八幡宮前の副名称がある。